# Lucien Degoutte
Pour les articles homonymes, voir Degoutte.
Lucien Degoutte, né le 19 juillet 1907 à Blacé (Rhône) et mort le 6 septembre 1963 à Lyon (Rhône), est un homme politique français.

## Biographie
Ingénieur de formation, il fait ses études à l'École des arts et métiers de Cluny. Il commence sa carrière professionnelle en tant que chef de travaux d'électrification et d'équipement des campagnes, mais est victime d'un accident de travail. En 1936, il devient directeur de l'Office public d'habitations à bon marché de Lyon. Le régime de Vichy le révoque en 1942. Il rentre alors définitivement en résistance. En 1941, il créa, avec le docteur Jean Fousseret, le journaliste Léonce Krabbe et l'imprimeur Henri Chevalier, le groupe « Coq enchaîné ». Le groupe paie un lourd tribut durant cette période, avec 16 morts et 23 déportés, dont seulement 13 reviennent vivant.
Il est emprisonné deux fois durant cette période, ce qui lui vaut la Croix de guerre. En 1945, il devient chef de cabinet du maire de Lyon, Édouard Herriot.

## Carrière politique
Lucien Degoutte fait ses premières armes en politique au sortie de la Seconde Guerre mondiale, en se présentant aux élections législatives de 1945, pour la deuxième circonscription du Rhône. Il est en deuxième position sur la liste radicale-socialiste, conduite par Camille Rolland, qui n'obtient que peu de voix.
Du 10 novembre 1946 au 4 juillet 1951, il est élu député du Rhône.
Du 17 juin 1951 au 1er décembre 1955, il est élu pour son second mandat de député du Rhône. En 1955suivante, il présente au Congrès extraordinaire du Parti radical de mai 1955 la motion qui contribue au changement de majorité car dès l'ouverture elle souligne les contradictions consistant à participer à un gouvernement de coalition et vouloir mettre en pratique une radicale.
Du 18 avril 1956 au 8 décembre 1958, il est élu, pour un troisième mandat, en tant que député du Rhône. Il vote pour la confiance au général de Gaulle, les pleins pouvoirs et la révision constitutionnelle. Il est désigné par la Commission du suffrage universel pour représenter l'Assemblée nationale au sein du Comité consultatif constitutionnel.
En octobre 1947, il est élu conseiller municipal de Quincié-en-Beaujolais.